# إبراهيم صابر
إبراهيم صابر، هو لاعب هوكي الحقل ولاعب كرة قدم ولاعب كرة سلة ولاعب كريكت باكستاني وبنغلاديشي في مركزي midfielder ‏، ولد في 1945، وتوفي في 19 يونيو 2019 في دكا في بنغلاديش. شارك مع منتخب باكستان لهوكي الحقل للرجال ومنتخب بنغلاديش لهوكي الحقل. أما مع النوادي، فقد لعب مع Abahani Limited Dhaka ‏.